# Bão Amphan
Siêu bão Amphan (/ˈʌmpʌn/) là một xoáy thuận nhiệt đới gây thiệt hại trên diện rộng lên khu vực Đông Ấn và Bangladesh vào tháng 5 năm 2020. Đây là cơn bão nhiệt đới mạnh nhất tấn công đồng bằng sông Hằng kể từ Bão Sidr của Mùa bão Bắc Ấn Độ Dương 2007 và là cơn bão đạt cấp siêu bão xoáy đầu tiên ở Vịnh Bengal kể từ siêu bão Odisha lịch sử năm 1999.
Là cơn bão nhiệt đới đầu tiên của mùa bão Bắc Ấn Độ Dương 2020, Amphan có nguồn gốc từ một khu vực áp suất thấp nằm cách Colombo, Sri Lanka vài trăm dặm về phía đông vào ngày 13 tháng năm 2020. Nó di chuyển chủ yếu về phía đông bắc, nhờ sự xáo trộn gây ra do nhiệt độ ấm áp của mặt nước biển. Ngày 15 tháng 5, Trung tâm Cảnh báo Bão Liên hợp (JTWC) đã nâng cấp độ của nó thành áp thấp nhiệt đới trong khi Cục Khí tượng Ấn Độ (IMD) tương tự cũng nâng cấp độ vào ngày hôm sau. Vào ngày 17 tháng 5, Amphan bắt đầu trải qua giai đoạn tăng cường độ nhanh chóng và tiệm cận siêu bão. Amphan chỉ mất 12 giờ để đạt đến cường độ này.
Sang ngày 18 tháng 5, vào khoảng 12:00 UTC, Amphan tiếp tục mạnh thêm và đạt cường độ cực đại với tốc độ gió duy trì trong 3 phút là 130 hải lý trên giờ (150 mph; 240 km/h), tốc độ gió duy trì trong 1 phút là 140 hải lý trên giờ (160 mph; 260 km/h) và áp suất khí quyển trung tâm tối thiểu là 925 mbar (27,32 inHg). Amphan bắt đầu một chu trình thay thế mắt bão ngay sau khi nó đạt đến cường độ cực đại, nhưng do tác động liên tục của không khí khô và gió đứt đã phá vỡ quá trình này và khiến Amphan dần suy yếu khi di chuyển dọc theo bờ biển phía đông Ấn Độ. Vào ngày 20 tháng 5, từ 10:00 đến 11:00 UTC, cơn bão đã đổ bộ vào Tây Bengal. Vào thời điểm đó, JTWC ước tính sức gió duy trì trong 1 phút của Amphan là 85 hải lý trên giờ (98 mph; 157 km/h). Amphan nhanh chóng suy yếu khi đi vào đất liền và trở thành vùng áp thấp trước 12:00 UTC vào ngày 21 tháng 5 năm 2020.
Các khu vực ven bờ Odisha cũng như Kolkata, Hoogly, Howrah, Bắc 24 Parganas và Nam 24 Parganas ở Tây Bengal đã bị ảnh hưởng bởi cơn bão. Nó cũng gây ra sự hủy diệt đáng kể ở Bangladesh.

## Lịch sử khí tượng

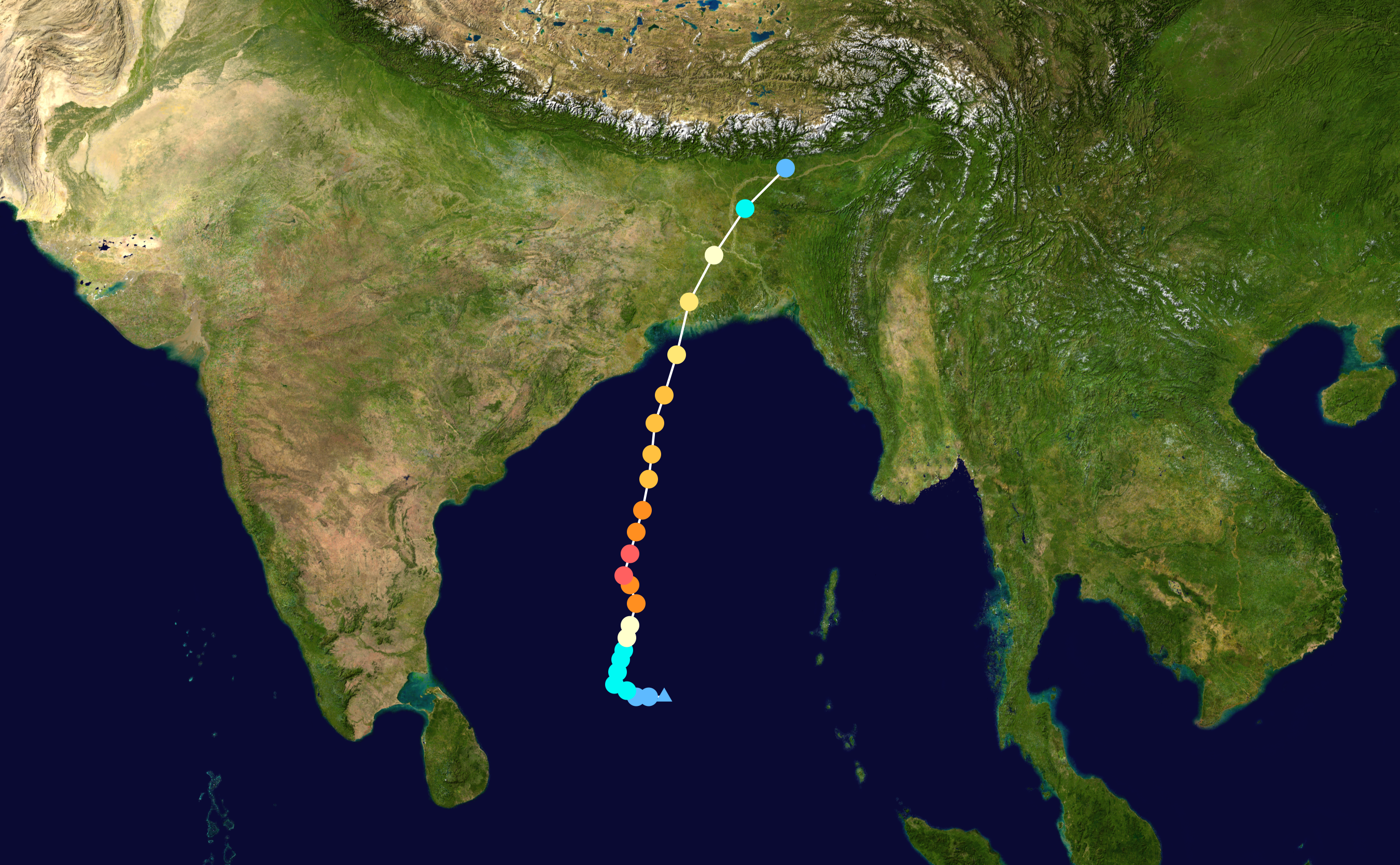
Bản đồ vẽ đường đi và cường độ của cơn bão, theo thang đo Saffir của Simpson Simpson

Trong ngày 13 tháng 5 năm 2020, một vùng áp thấp đã phát triển trên vùng biển đông nam vịnh Bengal vị trí khoảng 1.020 km (635 dặm) về phía đông nam của Visakhapatnam ở bang Andhra Pradesh, Ấn Độ. Vùng áp thấp nằm trong môi trường thuận lợi để phát triển hơn nữa với dòng thổi ra từ xích đạo, nhiệt độ mặt nước biển ấm và gió đứt. Trong các ngày tiếp theo, hệ thống bão trở nên rõ rệt hơn khi nó dần được củng cố hơn nữa, với các dải đối lưu khí quyển sâu bao bọc vùng trung tâm cấp thấp của bão. Trong ngày 16 tháng 5, Cục Khí tượng Ấn Độ (IMD) báo cáo rằng khu vực áp thấp đã phát triển thành áp thấp và chỉ định nó là BOB 01 trong lúc nó đang ở vị trí phía nam Paradip ở bang Odisha của Ấn Độ khoảng 1.100 km (685 mi).
Bão di chuyển về phía bắc, bất thường liên tục và phát triển trở thành một cơn bão lốc vài giờ sau đó, được đặt tên Amphan. Phát triển của bão tạm thời bị cản trở khi gió đứt từ phía đông phá vỡ cấu trúc đám mây của hệ thống bão. Vào ngày 17 tháng 5, các điều kiện tăng cường đáng kể bão trở nên thuận lợi hơn khi gió tầng trên cao được đẩy mạnh. Kết quả là, Amphan trải qua sự gia tăng nhanh chóng thành một cơn bão lốc dữ dội, JTWC đánh giá sự gia tăng gió từ 140 km/h (85 mph) lúc 12:00 UTC tới 215 km/h (130 mph), tương đương với một Bão cấp 4 trên Thang bão Saffir-Simpson, chỉ sáu giờ sau đó. Sau đó, IMD đã nâng cấp Amphan thành một cơn bão cực kỳ nghiêm trọng trên thang cường độ bão. Cơn bão mở rộng được đặc trưng bởi một lá chắn mây kéo dài hơn 1.110 km (690 dặm) và một mắt bão rộng 10 hải lý.

Ảnh vệ tinh của bão Amphan lúc tăng cường nhanh chóng vào ngày 17 tháng Năm.

Đầu ngày 18 tháng 5, hình ảnh vi sóng mô tả hai mắt bão đồng tâm riêng biệt, một dấu hiệu nhận biết về chu kỳ thay thế mắt bão thường là điển hình cho lốc xoáy rất dữ dội. Trong suốt cả ngày, ảnh hưởng của việc gió đứt và không khí khô đã cản trở sự thay đổi lõi bên trong này, thay vào đó làm cho mắt bão bị xói mòn vào cuối ngày 18 tháng 5. Khoảng 5:30 chiều IST (12:00 UTC), Amphan đã đổ bộ gần Bakkhali, Tây Bengal với sức gió 155 km/h (100 dặm/giờ). Khi di chuyển sâu hơn vào đất liền, nó nhanh chóng suy yếu. Chỉ sáu giờ sau khi đổ bộ, JTWC đã hạ cấp bão xuống mức bão cấp 1 và đưa ra cảnh báo cuối cùng trên hệ thống khi nó trở nên mất kiểm soat.

## Ứng phó bão

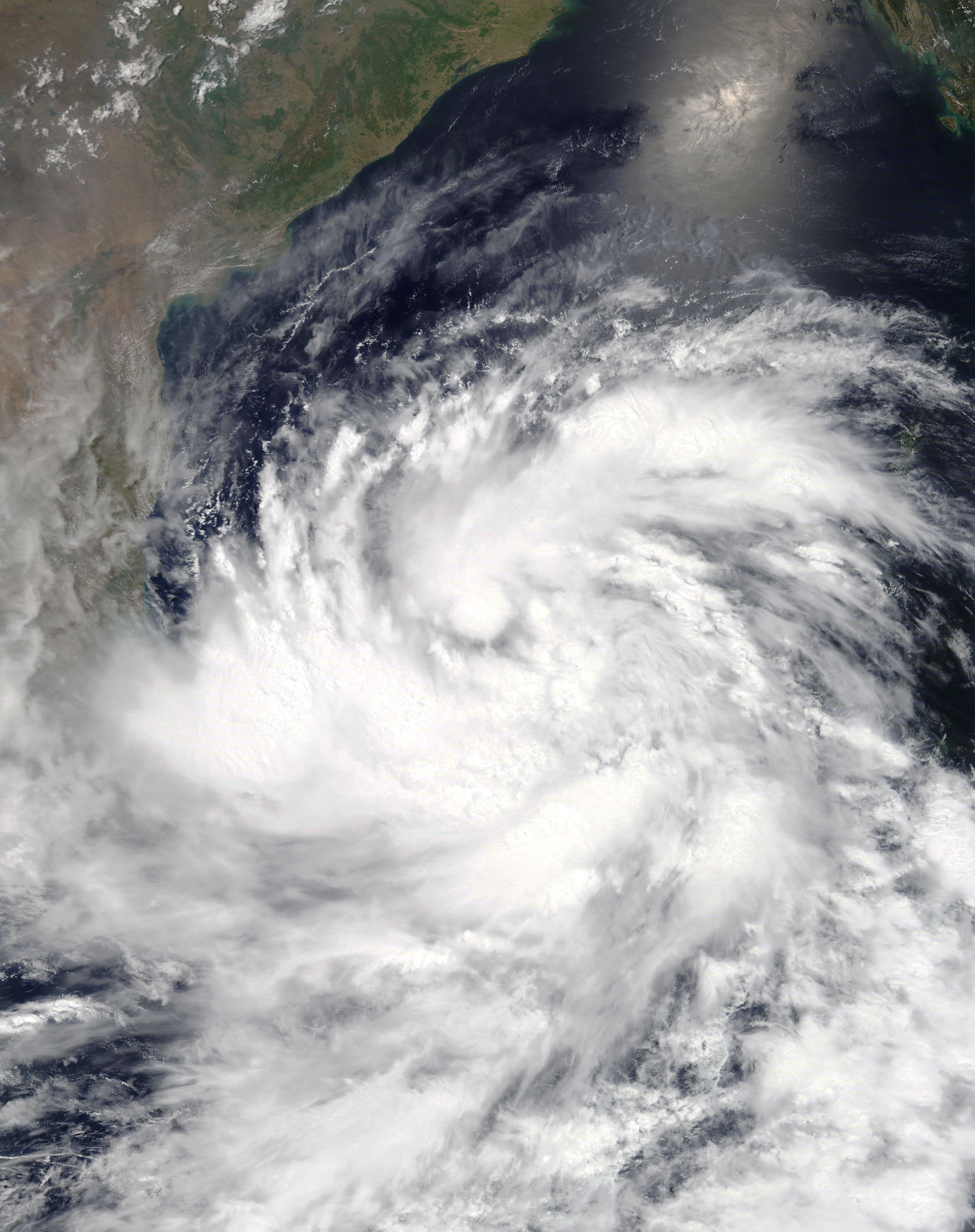
Amphan ngay sau khi được phân loại là trầm tính vào ngày 16 tháng 5

Theo dự báo theo dõi Amphan của Trung tâm thiên tai Thái Bình Dương, Mỹ đã đặt 38,9 triệu người ở Ấn Độ và Bangladesh vào nguy cơ ảnh hưởng của cơn bão. Sự hình thành của hệ thống áp suất thấp tiền thân của bão đã khiến IMD đưa ra cảnh báo lốc xoáy cho bờ biển Ấn Độ dọc theo Vịnh Bengal, khuyên ngư dân không nên đi thuyền đến các địa điểm nhạy cảm trong Vịnh Bengal từ ngày 15 đến 18 tháng 5. Ngư dân Sri Lanka cũng được chính phủ quốc gia này khuyên nên quay vào bờ cũng như không ra khơi, và giao thông hàng hải liên kết từ Singapore và các quốc gia khác được khuyên nên tránh xa khu vực lân cận của Amphan. Tàu và máy bay của Cảnh sát biển Ấn Độ đã chỉ đạo các tàu đánh cá đến cảng phối hợp với các cơ quan hành chính và thủy sản của Odisha và Tây Bengal. Trung tâm điều phối cứu hộ hàng hải ở Chennai đã kích hoạt một mạng lưới an toàn quốc tế cho Vịnh Bengal. Các cảng đã bị ngừng hoạt động và hoạt động di chuyển của tàu bị đình chỉ dọc theo Vịnh Bengal, trong khi dịch vụ phà dọc theo các tuyến đường chính ở Bangladesh đã bị đình chỉ bởi Tập đoàn Vận tải thủy nội địa Bangladesh. Các cảng Bangladesh đã đình chỉ việc bốc dỡ hàng hóa trên tàu. Tàu nhỏ hơn ở bến cảng tại Chittagong đã được chuyển đến an toàn ở thượng nguồn sông Karnaphuli. Ships were ordered out of some ports, such as the port of Paradip, to avoid damage. Tàu được lệnh ra khỏi một số cảng, như cảng Paradip, để tránh thiệt hại. Các bộ phận công trình công cộng được chính phủ Odisha kêu gọi đảm bảo khả năng phục hồi cơ sở hạ tầng; nhân sự điện lực và hệ thống dự phòng cho điện và viễn thông đã được triển khai để đáp ứng những nhu cầu này, thiết lập đường dây trợ giúp để đáp ứng cứu hộ khẩn cấp. Giao thông đường sắt và xe cộ ở Odisha và Tây Bengal đã bị dừng hoặc định tuyến lại. Shramik, dịch vụ đào tạo cho lao động nhập cư đã bị tạm dừng ở cả hai tiểu bang trong tối đa bốn ngày, với dịch vụ dự kiến sẽ bị hạn chế do hậu quả của cơn bão. Những người di cư khác đến Odisha được yêu cầu chờ đợi cơn bão. Các chuyến tàu đặc biệt của AC Express chạy các tuyến giữa New Delhi và Bhubaneswar đã được chuyển hướng để tránh ảnh hưởng của lốc xoáy. Sân bay Quốc tế Netaji Subhas Chandra Bose ở Kolkata đã được cho đóng cửa cho đến ngày 21 tháng 5, máy bay được sơ tán hoặc chèn bánh xe và đặt trong khu mái che để giảm thiểu thiệt hại.
Thủ tướng Narendra Modi đã tổ chức một cuộc họp với Bộ trưởng Bộ Nội vụ Amit Shah, Thủ hiến Tây Bengal Mamata Banerjee, Thủ hiến Odisha Naveen Patnaik và các quan chức khác vào ngày 18 tháng 5 để xem xét các kế hoạch chuẩn bị và sơ tán. Các đội của Lực lượng Hành động Thảm họa Orissa và Lực lượng Ứng phó thiên tai quốc gia (NDRF) được bố trí đến vị trí giữa các huyện trong Orissa và Tây Bengal vào ngày 17 tháng 5 để hỗ trợ trong việc chuẩn bị ứng phó bão Amphan và giúp đỡ khi cần thiết, với các đơn vị bổ sung được đặt ở chế độ sẵn sàng; các đơn vị này có thể dễ dàng được vận chuyển đến các khu vực bị ảnh hưởng trên máy bay vận tải của Không quân Ấn Độ. Cơ quan quản lý thảm họa quốc gia khuyên rằng những phi hành đoàn và lực lượng phản ứng đầu tiên cũng sẽ cần thiết mang bảo hộ cá nhân và mặt nạ N95 do đại dịch đang diễn ra. Một đội lặn từ Hải quân Ấn Độ đã được gửi đến Kolkata để hỗ trợ  cùng với các tàu từ hải quân được đặt ở chế độ chờ cho các hoạt động cứu hộ.
Chương trình phòng chống bão lốc Bangladesh và Nhóm điều phối ứng phó thảm họa quốc gia đã triệu tập vào ngày 18 tháng 5 để phác thảo các công tác chuẩn bị cho bão Amphan. Một số cơ quan phi chính phủ phối hợp với Chương trình Ứng phó Lốc xoáy để hỗ trợ người tị nạn Rohingya tại các trại ở Cox's Bazar trong thời gian bão Amphan. Khoa Kỹ thuật Y tế công cộng phân bố nguồn cung cấp vệ sinh và thiết lập 15 nhà máy xử lý nước. Tất cả 32 trại Rohingya ở Cox's Bazar đều có nhân viên cứu trợ. Các dịch vụ y tế ở Bangladesh trong cơn bão được tăng cường với 1.933 đội y tế được phân phối quanh Bangladesh. Mười lăm ngàn tình nguyện viên và 284 đội y tế đã được chuẩn bị để phân phát viện trợ xung quanh Chittagong. Theo cơ quan Quan hệ công chúng giữa dịch vụ, Bangladesh, 145 đội quản lý thảm họa từ Lực lượng vũ trang Bangladesh được đặt ở chế độ chờ với các thiết bị đặc biệt. Quân đội Bangladesh triển khai 71 đội y tế và bố trí 18.400 gói và vật liệu cứu trợ để chuẩn bị cho hậu quả của Amphan. Hai mươi lăm tàu đã được Hải quân Bangladesh phái đi để xử lý các hoạt động khẩn cấp, cứu hộ và cứu trợ, với sự hỗ trợ trên không của Không quân Bangladesh. Bộ Nông nghiệp Bangladesh khuyên nông dân ven biển tiến hành thu hoạch phần cây trồng trưởng thành để giảm thiểu thiệt hại ước tính khoảng 12 % năng suất trồng trọt. Bảy ngàn động vật nuôi trong nhà cũng được chuyển đến nơi trú ẩn dưới sự chỉ đạo của Bộ Thủy sản và Chăn nuôi.
Một cảnh báo mức màu vàng IMD đã hoạt động cho 13 trong số 14 huyện của Kerala vào ngày 18 tháng 5, trong khi một cảnh báo màu cam được đưa ra cho Tây Bengal, dự đoán thiệt hại trên diện rộng ở sáu huyện. Cục Khí tượng Bangladesh xác định cấp cơn bão mức tín hiệu nguy hiểm # 10, cảnh báo cao nhất của họ, tại cảng Mongla và cảng Payra vào ngày 20 tháng 5, nghĩa "nguy hiểm lớn" do Amphan với sức gió dự kiến sẽ vượt quá 89 km/h (55 dặm/giờ). Tín hiệu 10 cũng được phát ra cho mười một huyện ven biển, ngoài các đảo và đảo ngoài khơi thuộc đồng bằng sông Hằng. Cảnh báo lũ lụt và lở đất đã được đưa ra bởi Trung tâm quản lý thiên tai Sri Lanka vào ngày 19 tháng 5. Thuyền, máy bay trực thăng và phi hành đoàn đã được bố trí bởi Không quân Sri Lanka và hải quân Sri Lanka hoạt động khắp các hòn đảo để thúc đẩy ứng phó khẩn cấp. Các tỉnh ven biển của Thái Lan dọc theo biển Andaman đã được Cục Khí tượng Thái Lan cảnh báo về mối đe dọa của mưa lớn vào ngày 19 tháng 5. Cảnh báo bão do Cục phòng chống và giảm nhẹ thiên tai Thái Lan đưa ra bao gồm 62 tỉnh, bao gồm Bangkok, trong khi cảnh báo về lũ quét, sóng cao và lở đất đã được ban hành cho 14 tỉnh ở miền nam Thái Lan. Trung tâm Thủy văn và Khí tượng Quốc gia của Bhutan cảnh báo về khả năng lũ quét và lở đất ở nước này. Cục Quản lý Thảm họa của Bhutan khuyên không nên đi du lịch, đặc biệt là ở miền nam Bhutan.

### Sơ tán

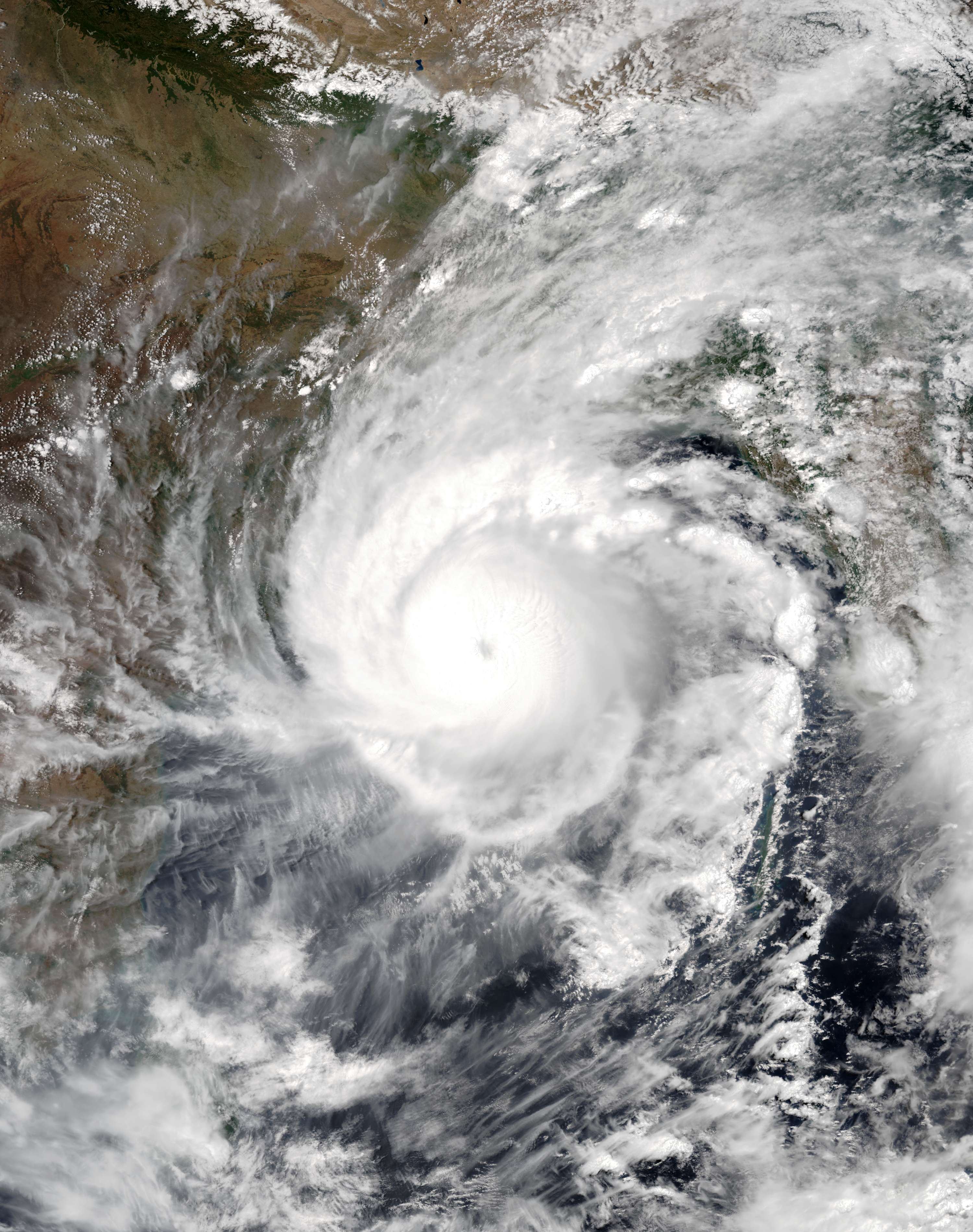
Bão Amphan tiếp cận Đông Ấn Độ và Bangladesh vào ngày 19 tháng 5

Chính quyền Odisha đã chỉ đạo các quan chức của bốn huyện vào ngày 15 tháng 5 tiến hành thiết lập nhà ở chuẩn bị cho những người di tản. Ban đầu, thư ký thủ hiến Odisha Asit Kumar Tripathy đã xác định 403 nơi trú ẩn lốc xoáy có thể dùng ở các khu vực có khả năng bị ảnh hưởng bởi Amphan, bao gồm 105 điểm là trung tâm y tế tạm thời đang dùng kiểm dịch liên quan đến đại dịch COVID-19. Nơi trú ẩn chỉ có thể được lấp đầy chừng một phần ba nhằm duy trì cách ly xã hội do đại dịch. Cách ly xã hội ở Tây Bengal làm giảm khả năng sơ tán trong các nhà tạm trú từ 500.000 người xuống còn 200.000 người. Tập đoàn Thành phố Kolkata chỉ đạo dùng trường học và các trung tâm cộng đồng để làm nơi trú ẩn tạm thời cho khả năng sơ tán nếu phải cần tăng thêm. Ít nhất 1.704 nơi trú ẩn cuối cùng đã được thiết lập ở Odisha. Những hạn chế về đại dịch đối với các nhà tạm trú ở Bangladesh đã khiến các phó ủy viên ở 19 huyện ven biển cho chiếm giữ các cơ sở giáo dục và nhà thờ Hồi giáo để sử dụng làm nơi trú ẩn. Hơn 12.000 nhà tạm trú đã được mở trên khắp Bangladesh, dùng cung cấp thực phẩm và hàng hóa khác khẩn cấp từ Bộ Quản lý và Cứu trợ Thảm họa Bangladesh và khả năng cư trú cho 5,19 triệu người di tản. Có 5.767 nơi trú ẩn ở Bangladesh dùng ứng phó bão Amphan nhiều hơn là bão Bulbul, bão xảy ra ở nước này vào tháng 11 năm 2019, một phần do các hạn chế về cách ly xã hội.
Khoảng 4,2 triệu người ở ven biển Ấn Độ và Bangladesh đã được sơ tán, với khoảng 2 triệu người Ấn Độ và 2,2 triệu người Bangladesh. Hầu hết các cuộc di tản ở Ấn Độ xảy ra ở Tây Bengal. Hơn một triệu người dự kiến sẽ sơ tán khỏi các khu vực gần biên giới Bangladesh - Ấn Độ. Khoảng 4.000 nhân viên từ SDRF giám sát việc sơ tán ở Ấn Độ. Cuộc di tản bắt đầu vào ngày 17 tháng 5 tại Jagatsinghpur, bắt đầu với người già và bà bầu sống trong những ngôi nhà tranh. Quan chức địa phương chỉ đạo bắt đầu sơ tán cư dân khỏi những ngôi nhà dễ bị hư hại và những khu vực trũng thấp ở Odisha vào ngày hôm sau. Chính quyền Odia đã thực hiện một cách tiếp cận sơ tán có mục tiêu hơn đối với bão Amphan so với các cơn bão trước đây, các cuộc di tản rộng rãi hơn được sử dụng. Odisha có khả năng trú ẩn lên tới 1,1 triệu người di tản, mặc dù chỉ có 10 % dự kiến sẽ được sử dụng. Hơn 141.000 người cuối cùng đã được chuyển đến nơi trú ẩn ở khu vực ven biển Odisha. Chính quyền Tây Bengal đã lên kế hoạch sơ tán 200.000 người khỏi nhà vào ngày 18 tháng 5; gần 300.000 người sơ tán trong tiểu bang này, bao gồm 200.000 người từ huyện Bắc 24 Parganas và hơn 40.000 người từ đảo Sagar. NDRF báo cáo có hơn 500.000 người đã sơ tán khỏi Odisha và Tây Bengal. Các quan chức ở sâu trong đất liền thuộc Dhanbad và Bokaro Steel, Jharkhand, cũng hướng dẫn sẵn sàng chuyển mọi người từ những ngôi nhà ở dễ bị hư hại đến nơi an toàn. Hai triệu người dự kiến sẽ sơ tán khỏi các khu vực trũng thấp của Bangladesh vào ngày 19 tháng 5; Enamur Rahman, Bộ trưởng Bộ Quản lý và Cứu trợ Thảm họa, tuyên bố rằng việc sơ tán vì bão Amphan ở Bangladesh là chưa từng có về quy mô. Tàu buôn cỡ lớn đã được sử dụng để sơ tán hàng ngàn người từ các đảo trầm tích ở đồng bằng sông Hằng đến đất liền Bangladesh. Khoảng 50.000 người đã được sơ tán khỏi các đảo ở Sunderbans.

## Ảnh hưởng của bão
| Quốc gia   | Tử vong | Chú thích     |
| ---------- | ------- | ------------- |
| Bangladesh | 26      | [ 91 ]        |
| Ấn Độ      | 89      | [ 92 ] [ 93 ] |
| Sri Lanka  | 4       | [ 94 ] [ 95 ] |
| Tất cả     | 119     |               |

### Sri Lanka
Lốc xoáy tạo ra lượng mưa lớn và gió mạnh ở Sri Lanka trong khi càn quét mạnh ở phía đông hòn đảo, ảnh hưởng đến khoảng 2.000 người và gây ra lũ lụt và lở đất. Lũ nhỏ xảy ra dọc theo bờ sông Kalu Ganga. Hai người đã thiệt mạng ở huyện Ratnapura, với một người chết vì lở đất và một người khác bị đè bởi một cây ngã. Chấn thương liên quan đến lở đất phải nhập viện xảy ra cho nhiều cư dân khác trong khu vực. Hai người đã thiệt mạng ở Kegalle, ở đó mưa rơi dày 214 mm (8.4 in) trong 24 giờ. Lũ quét ở Kottampitiya và Pelmadulla khiến 60 người phải sơ tán khỏi những ngôi nhà dễ bị sạt lở. Hơn 500 ngôi nhà bị hư hại bởi bão Amphan, trong đó 145 ngôi nhà ở Polonnaruwa.

### Ấn Độ

Ảnh vệ tinh bão Amphan đổ bộ vào Tây Bengal vào ngày 20 tháng 5

#### Đông Ấn

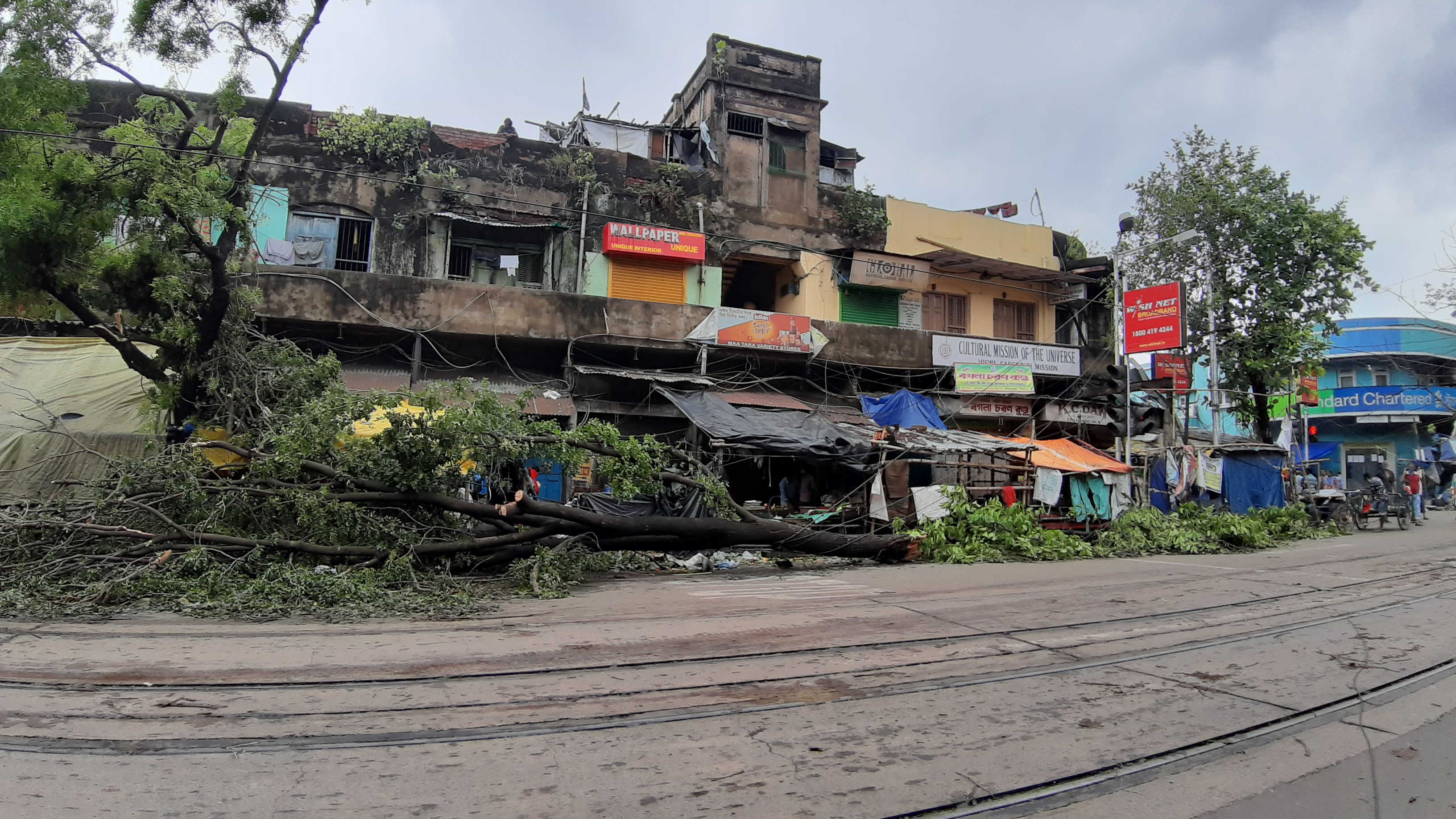
Thiệt hại do bão Amphan ở Kolkata

Bão Amphan đổ bộ vào Tây Bengal gần Sundarbans, địa điểm giữa Digha và đảo Hatiya vào lúc 2:30 chiều IST ngày 20 tháng 5, tạo ra ở khu vực này gió mạnh và mưa lớn. Mức độ tử vong ít hơn so với ban đầu, ảnh hưởng của bão là không rộng và gây chết người. Tây Bengal, tâm của bão đổ bộ đã gây nên thiệt hại lan rộng nhất. Cơn bão được coi là mạnh nhất tấn công khu vực này trong hơn một thập kỷ qua. Ít nhất 86 người chết ở Tây Bengal; hầu hết các trường hợp tử vong là do điện giật hoặc nhà bị sập. Chính quyền bang ước tính rằng cơn bão gây ra ít nhất 1 nghìn tỷ Rupee Ấn Độ (khoảng 13,2 tỷ USD) thiệt hại và ảnh hưởng trực tiếp 70 % dân số của tiểu bang. Bộ trưởng Banerjee mô tả ảnh hưởng của cơn bão tồi tệ hơn so với COVID-19. Nước dâng do bão cao khoảng 5 m (16 ft) đã làm ngập lụt một loạt các cộng đồng ven biển và thông tin liên lạc đã bị cắt đứt. Các trận lụt lớn nhất xảy ra ở Sundarbans, lũ lụt vào sâu đất liền 15 km (9,3 dặm). Kè trong khu vực đã bị nước vượt qua, ngập lụt trên các hòn đảo ở Sundarbans. Những cây cầu nối các đảo với đất liền Ấn Độ bị cuốn trôi. Lốc xoáy tạo ra sức gió lên tới 112 km/giờ (70 dặm/giờ) và gió giật đến 190 km/giờ (120 dặm/giờ) ở Tây Bengal, làm hư hại nhà cửa, nhổ bật cây cối và cột điện. Gió giật dọc theo các khu vực ven biển được đo lên tới 150 – 160 km/giờ (93 - 99 dặm/giờ). Tại Kolkata, sức gió gây lên tới 133 km/h (83 dặm/giờ) đã lật xe và nhổ bật rễ khoảng 10.000 cây. Tập đoàn thành phố Calcutta cho biết bão Amphan đã lật đổ hơn 4.000 cột điện, khiến phần lớn thành phố không có điện trong hơn 14 giờ. Ít nhất 19 người đã thiệt mạng ở Kolkata. Cơn bão cũng gây ra lũ lụt trên toàn thành phố.
Các đường dây điện bị đứt đã gây mất điện trên khắp Tây Bengal, khiến CM Banerjee phải ra lệnh cắt nguồn cung cấp điện ở hai bang 24 Parganas như một biện pháp phòng ngừa. Ở Bắc 24 Parganas, 2 người đã thiệt mạng và có tới 5.500 ngôi nhà bị hư hại. Hàng ngàn ngôi nhà bùn đã bị hư hại ở huyện Hooghly lân cận. Một triệu ngôi nhà bị hư hại ở Nam 24 Pargana, kè bị vỡ dẫn đến lũ lụt các ngôi làng và các vùng đất trồng trọt. Khoảng 26.000 ngôi nhà bị phá hủy ở Gosaba. Ngập nước mặn đã ảnh hưởng đến các khu vực xung quanh đến 19 km (12 dặm) từ bờ kè gần đó. Trên khắp Tây Bengal, 88.000 ha (217.000 mẫu) ruộng lúa và 200.000 ha (500.000 mẫu) rau trồng và vừng bị thiệt hại.
Odisha sau đó đã xảy ra những ảnh hưởng đáng kể từ bão, với sức gió đạt 106 km/h (66 dặm/giờ) và lượng mưa lên tới 197,1 mm (7,76 in) ở Paradip. Sáu mươi lăm trạm điện bị ảnh hưởng, khiến 1,9 triệu người không có điện. Ba người chết ở Odisha, trong đó một người do chết đuối và hai người còn lại từ các vật thể đè.
6.000 ha trồng xoài và vải cùng 5.000 ha rau trồng đã bị hư hại ở Tây Bengal. CM Mamata Banerjee cho biết cơn bão đã gây ra tổn thất 1 triệu Rupee Ấn Độ.

#### Nam Ấn Độ
Mưa và gió mạnh quét qua nhiều huyện ở Kerala bắt đầu vào ngày 16 tháng 5. Sấm sét liên quan đến bão Amphan đã gây ra thiệt hại nghiêm trọng ở vùng ngoại ô Valiyathura của Thiruvananthapuram, phá hủy các con đường và phá hủy nhà cửa của hàng trăm hộ dân. Những cơn gió mạnh đã gây ra thiệt hại nghiêm trọng ở huyện Kottayam, đặc biệt là ở Vaikom, nhiều nhà cửa và đền thờ bị ảnh hưởng, hàng loạt cây cối và cột điện bị đổ. Mái ngói của Đền Vaikom Mahadeva bị hư hại bởi gió bão. Thiệt hại khoảng 1,47 tỷ Rupee (19,3 triệu đô la Mỹ) là giá trị tài sản phá hủy 16 ngôi nhà và thiệt hại một phần của 313 ngôi nhà do bão. Một trường trung học được sử dụng làm nơi trú ẩn vô gia cư bị sụp đổ. Vùng Tamil Nadu phải đối mặt với một số tác động từ cơn bão. Gió lớn đã làm hư hại ít nhất 100 chiếc thuyền đang neo đậu ở huyện Ramanathapuram. Xói mòn bờ biển do bão Amphan tạo ra đã dẫn đến sự sụp đổ của ba ngôi nhà tại Bommayarpalayam ở huyện Viluppuram. Khoảng 35 mẫu trồng chuối quanh Gandarvakottai và Aranthangi đã bị phá hủy. Các khu vực phía bắc của tiểu bang diễn ra tình trạng sóng nhiệt trong một tuần vì Amphan lấy hết độ ẩm của khu vực. Tại Sooradapeta, gần Kakinada ở bang Andhra Pradesh, biển động đã phá hủy 35 ngôi nhà và làm hư hại nhiều ngôi nhà khác.

### Bangladesh

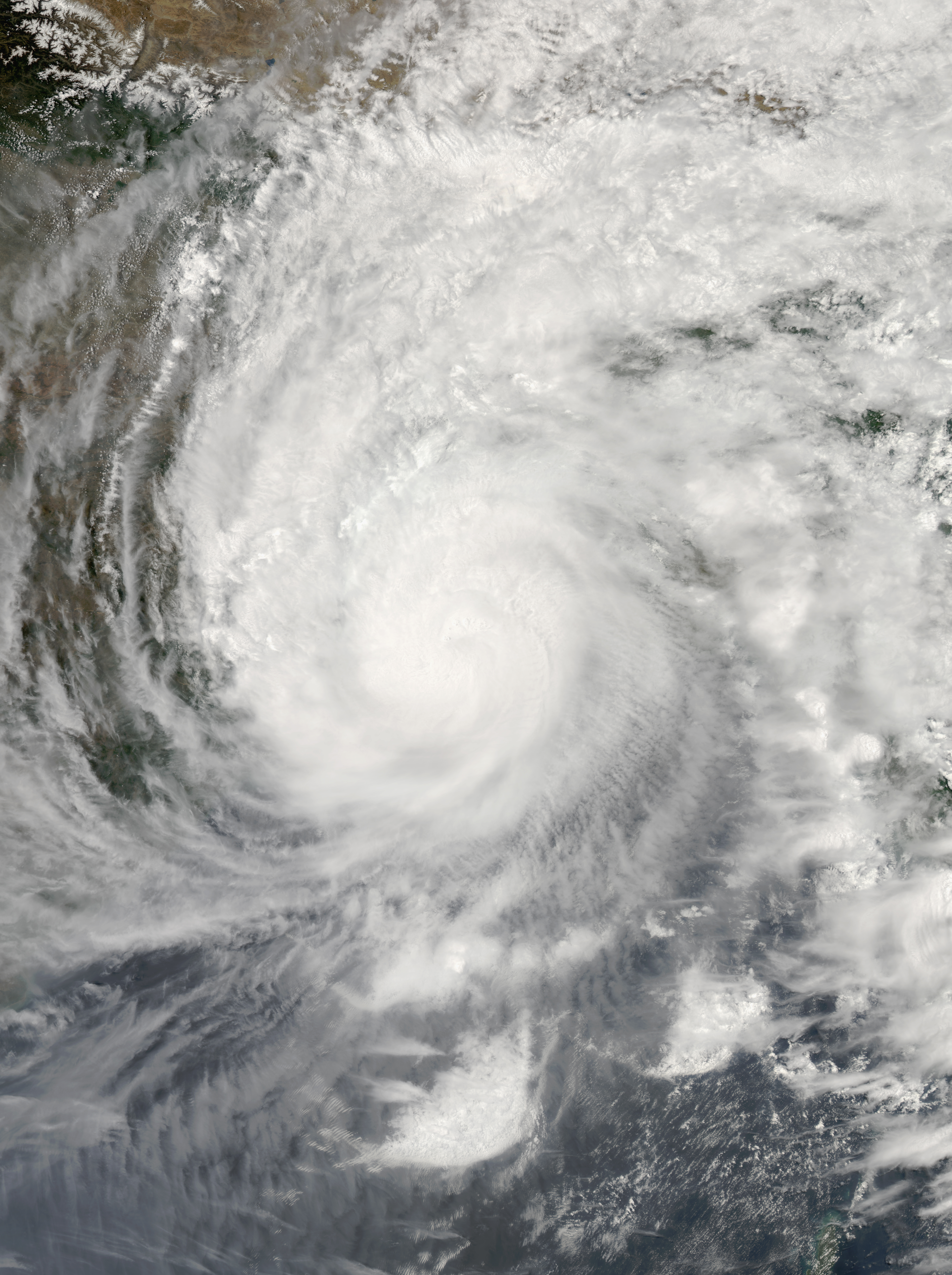
Hình ảnh vệ tinh của bão Amphan đổ bộ vào Tây Bengal ngày 20 tháng 5

Các quan chức ở Bangladesh lo ngại Amphan sẽ giống cơn bão Sidr vào năm 2007, cơn bão đã làm chết khoảng 3.500 người. IMD dự đoán nước dâng do bão cao tới 3 – 5 m (10 – 16 ft). Hơn một triệu người đã bị ảnh hưởng bởi Amphan ở chín huyện trong những đơn vị hành Khulna và Barisal, cơn bão gây ra thiệt hại ước tính 11 tỷ Taka Bangladesh (130 triệu USD). Chính phủ Bangladesh dự tính rằng nước này có thể phải chịu một khoản thiệt hại 1,5 tỷ USD. Ít nhất hai mươi người chết trong các sự cố liên quan đến bão, bao gồm cả người đứng đầu Chương trình phòng chống bão lốc của đơn vị số 6 trong liên đoàn Dhankhali Shah Alam, ông bị chết đuối khi thuyền của ông bị lật. Các tác động gây thiệt hại bắt đầu ở Bangladesh trước khi bão Amphan đổ bộ, khi mực nước ven biển dâng cao. Bờ kè bị sập dẫn đến ngập lụt 17 ngôi làng trên khắp Galachipa, Kalapara, và Rangabali. Một con tàu sơ tán cư dân của một cộng đồng ven biển bị chìm, làm chết một người. Bão đã phá hủy ít nhất 500 ngôi nhà trên một hòn đảo thuộc huyện Noakhali.
Gió ở Satkhira thổi với tốc độ 151 km/h (94 dặm/giờ). Gần 220.000 ngôi nhà bị hư hại, trong đó 55.667 đã bị phá hủy, ước tính khoảng 500.000 người vô gia cư theo Văn phòng Điều phối các vấn đề nhân đạo của Liên Hợp Quốc. Nước dâng do bão cao 2,7 m (9 ft) đã phá vỡ 150 km (93 dặm) bờ kè, dẫn đến ngập lụt khoảng 100 ngôi làng. Tại Purba Durgabati, một phần của một con đê 4 m bị nước lũ cuốn trôi khiến 600 ngôi nhà bị ngập. Các khu vực trũng thấp ở Barishal bị ngập 0,9 - 1,2 m (3 – 4 ft). Các con sông tràn nước ở Rangabali và Galachipa ở huyện Patuakhali và một phần của huyện Khulna. Ba trăm nơi trú ẩn ở Cox's Bazar đã bị hư hại do lũ lụt và lở đất. Tất cả 65 ao nước ngọt ở Sundarbans bị ngập bởi nước mặn và nhiều cây kewra bị bật gốc; tuy nhiên, thiệt hại cho rừng ngập mặn ít hơn. Trên 26 huyện có khoảng 1.100 km (680 dặm) đường và hơn 200 cây cầu đã bị hư hại.
Sở Thủy sản ước tính 2,17 tỷ Taka Bangladesh (25,7 triệu USD) thiệt hại cho ngành nuôi cua, cá, tôm được duy trì bởi 40.800 nông dân, chủ yếu là do lũ lụt ở các trang trại. Những mất mát này là đáng kể nhất ở Khulna và Baralu. Lũ lụt bị phá hủy khoảng 3.000 trang trại nuôi tôm và cua. Ước tính 176.000 ha (435.000 mẫu Anh) đất nông nghiệp bị ảnh hưởng bởi bão Amphan, theo Bộ Nông nghiệp, với nông dân trồng xoài ở Sathkhira chịu nhiều tác động; Sở khuyến nông ước tính rằng bão Amphan làm hư hỏng 16 % sản xuất xoài hàng năm của Bangladesh, trong đó 70% xoài ở Sathkhira bị hư hại. Cánh đồng trồng lúa Boro, đậu và trầu cũng chịu tổn thất đáng kể do bão Amphan. Amphan khiến 22 triệu người không có điện sinh hoạt, chiếm 60% dân số của đất nước. Khoảng 2.500 tháp điện thoại được điều hành bởi Hiệp hội các nhà khai thác viễn thông di động của Bangladesh đã bị vô hiệu hóa bởi cơn bão.

## Hậu quả
Vào ngày 22 tháng 5, Thủ tướng Narendra Modi đã thực hiện một cuộc khảo sát trên không quan sát vùng Kolkata, cùng với bộ trưởng Mamata Banerjee. Modi đã công bố gói cứu trợ ngay lập tức trị giá 10 tỷ Rupee (132 triệu đô la Mỹ) cho Tây Bengal và 5 tỷ Rupee (66,2 triệu đô la Mỹ) để cứu trợ cho Odisha. Trước đó, Modi tuyên bố rằng 200.000 Rupee (2.650 đô la Mỹ) sẽ được cung cấp cho người thân của mỗi một người đã chết trong cơn bão và 50.000 đô la (660 đô la Mỹ) sẽ được trao cho mỗi người bị thương. Tây Bengal CM Banerjee tuyên bố rằng sẽ mất ba đến bốn ngày để đánh giá thiệt hại. Hai mươi đội cứu trợ thảm họa đã được Cảnh sát biển Ấn Độ phái đi để bắt đầu các hoạt động tìm kiếm và cứu hộ. Mười đội đã được gửi đến Tây Bengal để hỗ trợ phục hồi, ngoài ra còn có các đội NDRF được bố trí ở đó trước khi bão Amphan đi qua. Khoảng 1.000 đội cứu hộ mặt đất đã làm việc để khôi phục cơ sở hạ tầng và dịch vụ ở Tây Bengal sau bão Amphan, mặc dù chỉ có 25-30 % công nhân được biên chế do đại dịch COVID-19. Việc khôi phục điện chậm dẫn đến các cuộc biểu tình trên khắp Tây Bengal chủ yếu nhắm vào công ty điện lực CESC. Một số nỗ lực phục hồi đã bị cản trở bởi các cuộc biểu tình. Bộ Nội vụ Tây Bengal đã yêu cầu các lực lượng bổ sung cho ngành đường sắt và cảng, trong khi năm lữ đoàn của Quân đội Ấn Độ đã được triển khai ở Kolkata và 24 huyện Parganas để hỗ trợ các nỗ lực phục hồi. Các yêu cầu hỗ trợ bổ sung từ Jharkland và Odisha. Chính quyền Odisha đã gửi 500 thành viên của lực lượng phản ứng nhanh và dịch vụ cứu hỏa đến Tây Bengal. Bộ trưởng Odisha Naveen Patnaik đã thực hiện một cuộc khảo sát trên không về thiệt hại tại tiểu bang của ông sau bão Amphan.
Liên minh châu Âu tuyên bố rằng họ sẽ cung cấp € 500.000 (US $ 545.000) cho những người bị ảnh hưởng bởi cơn bão này ở Ấn Độ.
Bộ Quản lý và Cứu trợ Thảm họa ở Bangladesh đã phê duyệt ngân sách 2,5 - 3 tỷ Taka (29 triệu đô la Mỹ) để sửa chữa các bờ kè bị hư hại bởi bão Amphan. 1,5 tỷ Taka khác (18 triệu đô la Mỹ) đã được phân phối cho mỗi huyện chịu ảnh hưởng nặng nề của cơn bão, cùng với 500 bó tôn. Tổ chức phát triển quốc tế BRAC đã giải ngân 30 triệu Taka (350.000 đô la Mỹ) cho các gia đình có thu nhập thấp ở 10 upazila, với 5.000 Taka (60 đô la Mỹ) cho mỗi gia đình. Tổ chức này cũng phân phối găng tay, khẩu trang và chất khử trùng cho các huyện Bagerhat, Khulna và Satkhira.